# Smith & Wesson Model 41
La Smith & Wesson Model 41 è una pistola semiautomatica sviluppata dalla Smith & Wesson dopo la seconda guerra mondiale come una pistola per le competizioni di tiro al bersaglio. È stata progettata con un angolo di presa di 105 gradi, lo stesso della pistola Colt M1911, per mantenere un angolo di presa costante.

## Storia e descrizione
Nel luglio 1947 furono prodotti, testati e migliorati due prototipi, numerati X-41 e X-42 per i successivi 10 anni. Nel 1957 il modello 41 fu messo a disposizione della pubblica vendita quando la S&W ne produsse 679 unità. Alla fine del 1958, furono costruite 9.875 pistole Model 41. Nel 1958 fu offerto una canna più leggera da 5". Il modello 41-1 fu introdotto nel 1960 ed era stato dotato di munizioni .22 Short per la competizione di International Rapid Fire.
Nell'agosto del 1963 arrivò sul mercato la versione da 5" a canna pesante. Nel 1992 il Modello 41 fu ritirato dalla produzione, nel 1994 Smith & Wesson lo reintrodusse alla produzione.

### Modello 46
Nel 1957, Smith & Wesson fece una variante della Model 41, chiamata modello 46. Nel 1959 fu scelta dalla US Air Force come pistola per l'allenamento al tiro. Circa 4000 unità sono state prodotte in totale: 2500 con una canna da 7 pollici, 1000 con canne da 5 pollici e 500 con canna da 5 1/2 pollici. Si rivelò un fallimento commerciale con i consumatori che preferivano il Modello 41 più costoso e la produzione cessò nel 1966.